# Petrova Ravan
Petrova Ravan är ett samhälle i Montenegro. Det ligger i den centrala delen av landet, 30 km norr om huvudstaden Podgorica. Petrova Ravan ligger 678 meter över havet och antalet invånare är 182.
Terrängen runt Petrova Ravan är bergig västerut, men österut är den kuperad. Runt Petrova Ravan är det ganska glesbefolkat, med 48 invånare per kvadratkilometer. Närmaste större samhälle är Kolašin, 13,2 km nordost om Petrova Ravan. Omgivningarna runt Petrova Ravan är en mosaik av jordbruksmark och naturlig växtlighet.